# Receptor de glicocorticoides
O receptor de glicocorticóides (GR, or GCR)também conhecido como NR3C1 (receptor nuclear subfamília 3, grupo C, membro 1) é o receptor ao qual cortisol e outros glicocorticoides se ligam.
O GR se expressa em quase todas as células do corpo e regula genes controlando o desenvolvimento biológico, metabolismo e sistema de resposta imunológica. Como o gene do receptor é expresso em várias formas, ele tem muitos efeitos diferentes (pleiotrópicos) em diferentes partes do corpo.
Quando o GR liga-se aos glicocorticoides, seu principal mecanismo de ação é a regulação da transcrição gênica.